# أليكس أسامواه
أليكس أسامواه (هانغل: 앨릭스 아사모아) هو لاعب كرة قدم كوري جنوبي في مركز الهجوم، ولد في 16 يناير 1986 في كوماسي في غانا. لعب مع أشانتي غولد وأشانتي كوتوكو ونادي أدوانا ستارز ونادي بيريكوم تشيلسي ووفاق سطيف.

## وصلات خارجية
- أليكس أسامواه على موقع دوري كوريا الجنوبية (الإنجليزية)
- أليكس أسامواه على موقع قاعدة بيانات كرة القدم.إي يو (الإنجليزية)
- أليكس أسامواه على موقع Soccerway.com (الإنجليزية)